# Sımada
Sımada è un comune dell'Azerbaigian situato nel distretto di Saatlı.